# نيوزيس
نيوزيس (بالإنجليزية: Newsies)‏ هو فيلم دراما تم إنتاجه في الولايات المتحدة وصدر في سنة 1992. الفيلم من إخراج كيني أورتيغا، ومن بطولة كريستيان بيل وبيل بولمان وروبرت دوفال.

## الحبكة
في عام 1899م، شاب اسمه جاك كيلي ويُلقّب ب(كاوبوي)عمره 17سنة، و هو أحد الباعة المتجولين للصحف (الجرائد) ،جاك كان يبيع نسخ من صحيفة اسمها عالم نيويورك في شوارع منهاتن (أغنية حامل الراية). عندما داود بن يعقوب وأخاه الصغير لِس بن يعقوب انضما إلى الأولاد باعة الصحف المتجولين (نُوزِيز)، لاحظ جاك أن داود ذكي وأن أخاه لس كان لطيفا فأخذ جاك الأخوين داود و لس ابنا يعقوب تحت جناحه. خلافا لمعظم باعة الصحف الأولاد فإن داود و لس ليسا أيتام أو هاربين، داود وأخوه لس لديهم منزل وعائلة ويذهبوا للشغل بانتظام لمساعدة عائلتهم الصغيرة المكونة منهما و الأم والأب و الأخت لينهضوا على قدمهم ماليا مجددا فأبوهم فُصِل من المصنع الذي كان يعمل فيه بسبب تعرضه لإصابة.جاك دُعي إلى منزل عائلة يعقوب لأجل يتعشى معهم و أصبح مفتونا بأختهم سارة ، أخبر جاك كيلي داود و لس أن أباه و أمه سافروا للغرب الأمريكي بالتحديد إلى مدينة سانتا فيه في ولاية نيو مكسيكو و أنهم تركوه في مدينة نيويورك ريثما يجدوا مكان يستقروا فيه هناك و وعدوه أن يرسلوا له ليحضر للعيش معهم .لاحقا جاك في طريق عودته لدار الأيتام بعد انتهاء العشا في الطريق أخذ جاك يرثي عزلته وافتقاره إلى عائلة .و أخذ يتخيل السفر إلى مدينة سانتا فيه التي سمع عنها الكثير من القصص الرومانسية.
جوزيف بوليتزر صاحب صحيفة عالم نيويورك -يوسف بوليتزر وهو أمريكي من أصل هنغاري كان من أكبر ناشري الصحف الأمريكيين و استحدث جائزة بوليتزر للانجازات في مجالات الصحافة- محاولا التفوق على منافسه في العمل وليام راندلوف هيرست فقام برفع سعر الجملة ونص الجملة على الباعة المتجولين (نُوزِيز) الذي يجب أن يدفعوه ليشتروا الصحف من مركز توزيع صحيفته المسماة عالم نيويورك ثم يبيعوها تجزئة للناس. فأغضب هذا جاك و داود وحثوا بائعي الصحف المتجولين في منهاتن على عمل إضراب (أغنية العالم سوف يعلم) ثم قسموا نفسهم فرق كل فرقة لحي لإخبار كل باعة الصحف المتجولين في سائر أحياء نيويورك بأن هناك إضراب لأجل ينضموا في الإضراب . حاول جاك و لس بن يعقوب مواجهة يوسف بوليستر ناشر جريدة عالم نيويورك ولكنهم طُردوا من مكتبه ولم يُسْمح لهم بمقابلته.
براين دنتون هو مراسل لصحيفة اسمها the sun اهتم بقصة الأولاد باعة الصحف المتجولين .ذهب جاك و داود إلى حي بروكلين في مدينة نيويورك لإقناع باعة الصحف المتجولين بالانضمام إلى الاضراب لكن قائد باعة الصحف هناك اسمه (spot conlon) أحجم عن الانضمام إلى الاضراب و كان مترددا، فأصاب الغم باقي باعة الصحف المتجولين المُضرِبين لأن مشاركة spot وباعة الصحف في حي بروكلين مهمة للإضراب ،أثار داود حنق مركز توزيع الصحيفة (أغنية اغتنم اليوم أو اغتنم وقت النهار). و قام الأولاد باعة الصحف المتجولون المُضْرِبون بتحطيم بعض العربات داخل مركز توزيع صحيفة عالم نيويورك و تقطيع كل نسخ الصحيفة (الجريدة) لذلك اليوم ،ثم هرب الأولاد عند قدوم الشرطة عَدَى واحد منهم معاق اسمه كرتشي أُمسك بواسطة شبيحة بوليتزر و وضعوه في الملجأ ،يدير الملجأ رجل سطحي اسمه شنايدر المراقب كان شنايدر يُهمل الأيتام و اللقطاء في الملجأ و يختلس من الأموال التي تُعطَى له من مجلس المدينة لرعاية اللقطاء و الأحداث.
قام باعة الصحف المتجولون بدرء الشبيحة مفسدي الإضرابات واتضح أنه كان فخ نصبه الأخوان دلانسي و أكل (النُوزِيز) علْقَة و عندما أوشكوا على أن يُهزموا من الشبيحة و يُعتقلوا بواسطة الشرطة في هذه الأثناء وصل spot قائد مجموعة باعة الصحف المتجولين في حي بروكلين و معه مجموعته و اتحد باعة صحف حي منهاتن مع باعة صحف حي بروكلين و رموا خصومهم بالنبيطة (و أعطوهم فَرْش)
صادف أن مراسل صحيفة (جريدة) the sun براين دنتون كان متواجد و صوّر (النُوزٍيز) و كتب عما حدث و عن إضرابهم و وضع صورتهم في صحيفة the sun ،الأولاد باعة الصحف المتجولون ابتهجوا لأن دنتون كتب عن مشكلتهم ثم خططوا لعقد مسيرة.
ذهب شنايدر و أخبر يوسف بوليتزر أن قائد الإضراب جاك كيلي هو هارب من الاصلاحية أو الملجأ ليعطي بذلك بوليتزر سبب قانوني لاعتقاله.
كل بائعي الصحف المتجولين في سائر أحياء مدينة نيويورك تجمعوا في مسرح مددا ،جاك و داود و سبات قائد مجموعة بروكلين ألقوا خطبة ليشجعوا الشباب و الصبيان بائعي الصحف الجوالة ليتحدوا و لا يتخلوا عن قضيتهم ،أثناء تواجدهم في مسرح مددا قامت الشرطة بفض المسيرة و القبض على كل باعة الصحف المتجولين المشاركين في المسرح لكن الصحفي براين دنتون استطاع اخراجهم و دفع كل غراماتهم خلا جاك فلم يستطع إخراجه.
شنايدر مأمور الاصلاحية أفشى و كشف أن جاك كان يكذب بشأن اسمه و أن اسمه الحقيقي هو فرانسيس سوليفان و أن أم و أب جاك ليسا في سانتا فيه بل أمه فقيدة و أباه مسجون و أن جاك كان محكوم عليه بأربعة سنين إعادة تأهيل في الملجأ بسبب السرقة فرد عليه جاك بأنه سرق الطعام لأنه كان جائع .المراسل الصحفي براين دنتون قام مالكي الصحيفة التي يعمل فيها بتعينه كمراسل صحفي في الحروب ولم يعد يستطيع الكتابة عن الاضراب مرة أخرى
بعد ذلك قابل جاك يوسف بوليستر ناشر صحيفة عالم نيويورك الذي عرض عليه أن يتخلى عن الحكم الصادر على جاك وسيدفع له راتب و يُعيّنه عنده موظف بياع و توعده إذا لم يقبل العرض.
بعدها في صباح اليوم خرج جاك من مقر توزيع صحيفة عالم نيويورك من البوابة الرئيسية و هو مرتدي بزة متهندم و حاملا في يده عدة نسخ من (جريدة) صحيفة عالم نيويورك عندما رآه زملاؤه باعة الصحف المتجولون المضربون والمتجمعون حول مقر الصحيفة دُهشوا أن رأووا جاك زعيمهم أصبح موظف لدى صحيفة عالم نيويورك و صاحبها يوسف بوليستر و شتموا جاك و قالوا بعتنا و نعت داود جاك بالكاذب و بكته و نهره كان جاك هادئ و ينظر لداود و باقي (النوزيز) ببرود و لا يأبه بكلامهم ثم افترقا. أصبح جاك كيلي (كاوبوي) ينام في المطبعة في نفس مقر توزيع صحيفة عالم نيويورك.
بعدها بمدة قام الأخوان اللذان اسمهما دلانسي بمهاجمة لٍس و داود و أختهم سارة أولاد يعقوب أثناء مرورهم في الشارع و عندما رأى جاك ذلك استشاط غضبا و تشاجر مع الأخوين ديلانسي و أعطاهم (شلاليت و بونيات) و صرعهم فهربوا منه و وعدوه يشتكوه لبوليتز صاحب الصحيفة لأجل يطرد جاك من الوظيفة و يرجعه مشرد في الملجأ.
```
باعة الصحف المتجولون تعلموا من براين دنتون أن إضرابهم أتى بعضاً من أكُله و قد عمل أثرا بسيطا لا يستهان به على الرأي العام لأن المدينة استفادت من اليد العاملة من فئة صغار السن و تأثرت سلبا بسبب إضرابهم.
```

اتفقوا مع براين دنتون على طباعة صحيفة خاصة بهم تعبر عن وجهة نظرهم و تُعرّف الناس بإضرابهم لأن بوليتز استخدم نفوذه و أمر كل الصحف بعدم نشر أي خبر عن الاضراب كأن لم يحدث فلا يوجد مطبعة ستوافق على طباعة صحيفتهم فأخذهم جاك إلى حيث كان يسكن في المطبعة خلسة تسلل إلى هناك مع الصحفي دنتون وباقي أسرة يعقوب الثلاثة و وجدوا آلة طباعة قديمة ملقاة فاستخدموها و ظلوا يطبعوا طوال الليل المنشورات و لكونهم لا يُحسنوا استخدام آلات الطباعة ساعدهم دنتون بخبرته و علمهم كيفية استخدامها، وزعوا كافة الصحف في الغداة ما بين الفجر و شروق الشمس على جميع المراهقين و الفتيان و الفتيات العاملين في سائر أحياء مدينة نيويورك لحثهم كي ينضموا لإضراب الفتيان العاملين في بيع الصحف(الجرائد) (أغنية مرة واحد و إلى الأبد).
يقوم المراسل الصحفي براين دنتون بافشاء ما كان سرا من سوء المعاملة التي يتلقاها الأطفال و المراهقين في الملجأ أمام الحاكم ثيودور روزفلت و وأراه المنشور الذي طبعوه فيمتعض روزفلت ويأمر بإلقاء القبض على شنايدر و إطلاق سراح الأطفال و المراهقين و الشباب في الملجأ.في هذه الأثناء يقوم الأطفال و المراهقين العاملين من سائر أحياء مدينة نيويورك بالتجمع و التظاهر حول مقر مطبعة صحيفة عالم نيويورك، ثم يدخل جاك و داود إلى مكتب بوليتزر و يقابلوه شخصيا فيدور بينهم حوار و يقول بوليتزر لجاك أثناء قراءة بوليتزر منشور فيه مطالب باعة الصحف الجوالة الفتيان: أي أحد لا يعمل لمصالحه الشخصية هو أحمق ويهز الصحيفة في كفه ثم يخاطب جاك :من ؟!! لقد أمرت بمنع نشر أي شيء يخص اضرابكم في كل الصحف في مدينة نيويورك من تحداني وسمح لكم بطباعة منشوركم هذا فرد عليه داود: كل يوم يمر عليك تخسر فيه آلاف الدولارات بسبب اضرابنا عن الشغل وعدم توزيع صحفك على الناس فقاطعه جاك قائلا: إنه لا علاقة لإصرار بوليستر بالمال و لكنه يفعل ذلك بدافع إنه لن يخضع و لن يستجيب لمطالب نكرات مشردين مثلنا فقاطعهم بوليستر :لقد أبلغت الشرطة وهم في الطريق الآن ليقبضوا عليكم ويفضوا الإضراب.ثم تعجب و احتار بوليتزر حينما علم أن الفتيان باعة الصحف المتجولة استخدموا أحد آلاته العتيقة المرمية-خارج الخدمة-لطباعة منشوراتهم.
خرج جاك و داود من مكتب بوليتزر للساحة أمام مقر المطبعة و حوله الأطفال و الشباب مجتمعين ثم صرخ فرحا
```
 "لقد هزمناهم"أخيرا وافق يوسف بوليستر على طلبهم وتمتلئ الساحة بالتصفيق و السرور و الهتاف فرحا
```

ثم تمر عربة حنطور يخرج منها الأطفال و الأحداث اللذين كانوا محتجزين في الملجأ و يحل محلهم شنايدر مقيدا و يُختم الفيلم بمشهد رومانسي.

## الميزانية والإيرادات
بلغت تكلفة إنتاج الفيلم حوالي 15 مليون دولار بينما حقق أرباحا تقدر بـ 2,819,485 دولار.

## وصلات خارجية
- نيوزيس على موقع IMDb (الإنجليزية)
- نيوزيس على موقع ميتاكريتيك (الإنجليزية)
- نيوزيس على موقع روتن توميتوز (الإنجليزية)
- نيوزيس على موقع نتفليكس (الإنجليزية)
- نيوزيس على موقع ألو سيني (الفرنسية)
- نيوزيس على موقع Turner Classic Movies (الإنجليزية)
- نيوزيس على موقع أول موفي (الإنجليزية)
- نيوزيس على موقع بوكس أوفيس موجو (الإنجليزية)
- نيوزيس على موقع فيلمافينيتي (الإسبانية)
- نيوزيس على موقع قاعدة بيانات الفيلم (الإنجليزية)